# Burg Breidenborn
Die Burg Breidenborn, auch Breitenborn genannt, ist eine abgegangene Turmhügelburg (Motte) unweit des Daubenbornerhofes auf dem Breitenauer Kopf, Gemarkung Enkenbach der Gemeinde Enkenbach-Alsenborn im Landkreis Kaiserslautern in Rheinland-Pfalz.  
Die Burg wurde im 12. Jahrhundert von den Herren von Breidenborn erbaut und 1229 erwähnt. In der Zeit 1430 bis 1436 wurde die Burg zerstört und 1825 abgetragen. Von der ehemaligen Burganlage ist nichts erhalten.